# Großderschau
Großderschau è un comune di 424 abitanti del Brandeburgo, in Germania.

Appartiene al circondario della Havelland ed è parte dell'Amt Rhinow.

## Suddivisione
Il territorio comunale si divide in 3 zone (Ortsteil), corrispondenti al centro abitato di Großderschau e a 2 frazioni:
- Großderschau (centro abitato)
- Altgarz
- Rübehorst

## Società

### Evoluzione demografica
- Sviluppo della popolazione dal 1875 entro gli attuali confini (Linea Blu: Popolazione; Linea puntata: Confronto dello sviluppo della popolazione dello stato del Brandenburgo; Sfondo grigio: Ai tempi del governo nazista; Sfondo rosso: Al tempo del governo comunista)

| Anno | Abitanti |
| ---- | -------- |
| 1875 | 1 243    |
| 1890 | 1 072    |
| 1910 | 909      |
| 1925 | 906      |
| 1933 | 824      |
| 1939 | 807      |
| 1946 | 1 374    |
| 1950 | 1 272    |
| 1964 | 859      |
| 1971 | 797      |

| Anno | Abitanti |
| ---- | -------- |
| 1981 | 635      |
| 1985 | 606      |
| 1989 | 616      |
| 1990 | 607      |
| 1991 | 604      |
| 1992 | 583      |
| 1993 | 594      |
| 1994 | 585      |
| 1995 | 586      |
| 1996 | 578      |

| Anno | Abitanti |
| ---- | -------- |
| 1997 | 584      |
| 1998 | 594      |
| 1999 | 590      |
| 2000 | 588      |
| 2001 | 595      |
| 2002 | 586      |
| 2003 | 558      |
| 2004 | 551      |
| 2005 | 545      |
| 2006 | 548      |

| Anno | Abitanti |
| ---- | -------- |
| 2007 | 519      |
| 2008 | 527      |
| 2009 | 515      |
| 2010 | 492      |
| 2011 | 467      |
| 2012 | 464      |
| 2013 | 453      |